# Reichsstraße 141

Die Reichsstraße 141 (R 141) war bis 1945 eine Staatsstraße des Deutschen Reichs. Sie verlief im mittleren Ostpreußen in Nord-Süd-Richtung von Allenburg (russisch Druschba) nach Bischofsburg (polnisch Biskupiec) und verband die Kreise Wehlau, Gerdauen, Rastenburg und Rössel sowie die Reichsstraßen R 142, R 131, R 135, R 127 und R 128. Die Gesamtlänge betrug 81 Kilometer.
Heute führt die Trasse der ehemaligen R 141 durch zwei Staaten: Russland (Oblast Kaliningrad) und Polen (Woiwodschaft Ermland-Masuren). Eine Grenzübergangsstelle zwischen beiden Staaten gibt es hier nicht.

## Verlauf der R 141
(Russische Straße heute ohne Kennzeichnung):
Provinz Ostpreußen (heute Oblast Kaliningrad):
Landkreis Wehlau (heute: Rajon Prawdinsk (Friedland (Ostpr.))):
- Allenburg (Дружба – Druschba) (Anschluss: R 142)
- Kortmedien (Костромино – Kostromino)

Landkreis Gerdauen:
- Peißnick (Холмогорье – Cholmogorje)
- Trausen (Липняки – Lipnjaki)
- Althof (Гоголевское – Gogolewskoje)
- Gerdauen (Железнодорожный – Schelesnodoroschny) (Anschluss: R 131)

o heutige russisch-polnische Grenze (keine Grenzübergangsstelle) o
(Polnische Straße heute ohne Kennzeichnung):
(heutige Woiwodschaft Ermland-Masuren):
(heutiger Powiat Kętrzyński):
 (heutige Droga wojewódzka 591):
- Langmichels (Michałkowo)
- Aftinten (Aptynty)
- Krausen (Kotki)
- Rauttershof (Ruta)
- Althagel (Gradowo)

Landkreis Rastenburg:
- Sansgarben (Gęsie Góry)
- Barten (Barciany)
- Rodehlen (Rodele)
- Wenden (Winda)
- Wehlack (Skierki)
- Alt Rosenthal (Stara Różanka)
- Charlottenberg (Wymiarki)
- Rastenburg (Kętrzyn) (Anschluss: R 135)

 (heutige Droga wojewódzka 594):
- Pötschendorf (Pieckowo)
- Heiligelinde (Święta Lipka)

(Straße ohne Kennzeichnung):
Landkreis Rößel:
- Kattmedien (Kocibórz)

 (heutige Droga wojewódzka 590):
- Loszainen/Loßainen (Łężany)
- Dürwangen (Wola)

(heutiger Powiat Olsztyński (Allenstein)):
- Bredinken (Bredynki)
- Adamshof (Adamowo)
- Bischofsburg (Biskupiec) (Anschluss: Reichsstraßen R 127 und R 128)